# Cardiolipin
Cardiolipin (IUPAC-navn: 1,3-bis(sn-3’-fosfatidyl)-sn-glycerol) er et fosfolipid, som udgør en vigtig bestanddel af mitokondriers indermembran, hvor det udgør 20 % af den samlede lipidmængde. Cardiolipin forekommer derudover kun i bakteriers cellemembraner. Navnet cardiolipin skyldes, at lipidet blev opdaget i hjerter fra tamkvæg i 1941. I pattedyr- og planteceller forekommer cardiolipin (CL) stort set udelukkende i mitokondriernes indermembran. Cardiolipin er et "dobbelt" fosfolipid og indeholder derfor to fosfatgrupper samt fire fedtsyrer, og denne kompakte struktur er med til at gøre mitokondriets indermembran uigennemtrængelig.